# Gegenbewegung (Kontrapunkt)

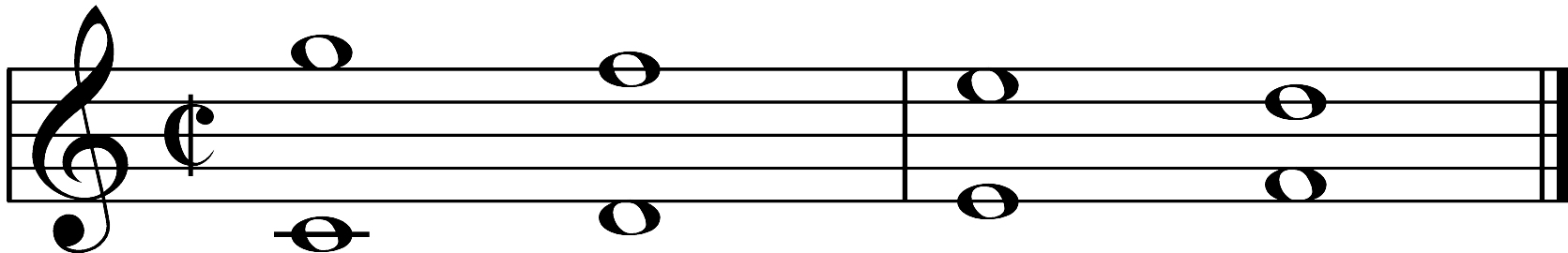
Beispiel

In der musikalischen Kontrapunktlehre ist die Gegenbewegung (lat. motus contrarius) das Bewegungsverhältnis zweier Stimmen, von denen eine steigt und die andere fällt. Gegenbewegung gilt als sicheres Mittel zur Vermeidung von verbotenen Parallelen; jedoch ist die Gegenbewegung von einer perfekten Konsonanz in ein oktavidentisches Intervall (Quinte-Duodezime, Oktave–Einklang etc.), die sogenannte Antiparallele, im geringstimmigen Satz ebenso verboten.